# Live in London (альбом Дайан Шуур)
Live in London — концертный альбом американской певицы и пианистки Дайан Шуур, записанный в 2006 году в лондонском джаз-клубе Ronnie Scott’s Jazz Club при участии басиста Скотта Стида, гитариста Рода Флимана и барабанщика Реджи Джексона. Релиз состоялся в том же году на лейбле GR2 Records.

## Отзывы критиков
| Оценки критиков | Оценки критиков |
| Источник        | Оценка          |
| --------------- | --------------- |
| All About Jazz  | [ 1 ]           |

Винсент Стивенс из All About Jazz отметил, что этот концерт может подтвердить потенциал Шуур в вокальном пантеоне. Певица, по его мнению, во многих отношениях представляет именно то, чего не хватает большинству представителей «современного джаза» — она знает, как сбалансировать джазовую технику и чувство с эмоциональной доступностью.

## Список композиций
1. «Deedles’ Blues» (Морган Эймс) — 5:09
2. «I’ll Close My Eyes» (Бадди Кейн, Билли Рид) — 4:37
3. «Close Enough for Love» (Джонни Мэндел, Пол Уильямс) — 4:17
4. «As» (Стиви Уандер) — 6:47
5. «Poinciana» (Бадди Берньер, Нэт Саймон) — 5:34
6. «Don’t Let Me Be Lonely Tonight» (Джеймс Тейлор) — 4:07
7. «You’d Be So Nice to Come Home To» (Коул Портер) — 4:14
8. «When October Goes» (Барри Манилоу, Джонни Мерсер) — 5:37
9. «Besame Mucho» (Консуэло Веласкес) — 6:56
10. «The Very Thought of You» (Рэй Нобл) — 6:39
11. «So in Love» (Коул Портер) — 7:03
12. «It Don’t Mean a Thing (If It Ain’t Got That Swing)» (Дюк Эллингтон, Ирвинг Миллс) — 6:50
13. «Send Me Someone to Love» (Кёртис Мейфилд) — 4:02
14. «Over the Rainbow» (Гарольд Арлен) — 3:30

## Участники записи
- Бас-гитара — Скотт Стид
- Вокал, фортепиано — Дайан Шуур
- Гитара — Род Флиман
- Ударные — Реджи Джексон

Сведения взяты из аннотации к альбому.

## Чарты
| Чарт (2006)                                 | Высшая позиция |
| ------------------------------------------- | -------------- |
| США (Billboard Top Jazz Albums)             | 11             |
| США (Billboard Top Traditional Jazz Albums) | 8              |